# 국제 하계 올림픽 종목 협의회
국제 하계 올림픽 종목 협의회(Association of Summer Olympic International Federations, ASOIF)는 하계 올림픽에 채택된 경기 종목을 관할하는 국제 스포츠 연맹의 비영리 국제 기구이다.

## 회원 종목
| 종목                                                      | 국제 연맹        | 약자 | 설립   | 가맹   | 회원국  | 비고 |
| --------------------------------------------------------- | ---------------- | ---- | ------ | ------ | ------- | ---- |
| 수영 수구 다이빙 아티스틱스위밍 오픈워터스위밍 하이다이빙 | 세계 수영 연맹   | WA   | 1908년 | 1983년 | 209개국 |      |
| 양궁                                                      | 세계 양궁 연맹   | WA   | 1931년 | 1983년 | 167개국 |      |
| 육상                                                      | 세계 육상 연맹   | WA   | 1912년 | 1983년 | 214개국 |      |
| 태권도                                                    | 세계 태권도 연맹 | WT   | 1973년 | 1995년 | 213개국 |      |

## 참고 문헌
- “국제 하계 올림픽 종목 협의회” (영어). 국제 올림픽 위원회.
- “국제 하계 올림픽 종목 협의회” (영어). 국제 협회 연합.
- “Members” (영어). 국제 하계 올림픽 종목 협의회.

## 같이 보기
- 국제 올림픽 위원회